# Eliecith Palacios
Eliecith Palacios, destacada deportista colombiana de la especialidad de atletismo quien fue campeona de Centroamérica y del Caribe en Mayagüez 2010.

## Trayectoria
La trayectoria deportiva de Eliecith Palacios se identifica por su participación en los siguientes eventos nacionales e internacionales:

### Juegos Centroamericanos y del Caribe
Fue reconocido su triunfo por ser la segunda atleta con el mayor número de medallas de la selección de  Colombia 
en los juegos de Mayagüez 2010.

#### Juegos Centroamericanos y del Caribe de Mayagüez 2010
Su desempeño en la vigésima primera edición de los juegos, se identificó por ser la cuarta atleta con el mayor número de medallas entre todos los participantes del evento, con un total de 2 medallas:

- , Medalla de plata: 100 m Vallas
- , Medalla de plata: 4 × 100 m Relevo